# Пупуя
Пупуя (устар. Пупу-Я) — река в Берёзовском районе Ханты-Мансийского автономного округа. Образуется слиянием рек Налкасия — справа и Котлэкъя слева. Устье находится в 87 км по левому берегу реки Кемпаж. Длина реки 36 км.

## Притоки
- 20 км: Нюзанья
- 29 км: Хулюмъя
- 36,5 км: Налкасия
- 36,9 км: Котлэкъя

## Данные водного реестра
По данным государственного водного реестра России относится к Нижнеобскому бассейновому округу, водохозяйственный участок реки — Северная Сосьва, речной подбассейн реки — Северная Сосьва. Речной бассейн реки — (Нижняя) Обь от впадения Иртыша.